# Eucalyptus aequioperta
Eucalyptus aequioperta (лат.) — кустарник или дерево, вид рода Эвкалипт (Eucalyptus) семейства Миртовые (Myrtaceae), эндемик Западной Австралии. Растение с шероховатой на нижней половине ствола корой, ланцетовидными листьями, цветочными бутонами, собранными в кластерах от семи до пятнадцати, белыми цветками и более или менее чашевидными плодами.

## Ботаническое описание

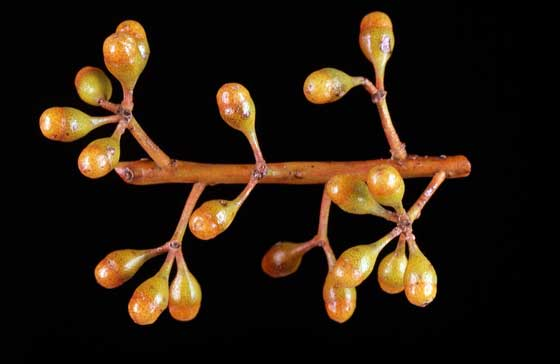
Цветочный бутон E. aequioperta

Eucalyptus aequioperta — кустарник, реже дерево, вырастающее до высоты от 5 до 8 м и более. Образует лигнотубер. Кора тёмно-серого цвета, твёрдая и шелушащаяся до волокнистой на нижней половине ствола и на больших ветвях. Кора на старых деревьях становится слегка мозаичной, а на более высоких ветвях — гладкая, матовая, от розовато-серого до белого цвета. Взрослые листья ланцетовидные, глянцевые, одинакового зелёного цвета с обеих сторон. Листовая пластинка от линейной до узкой ланцетовидной или изогнутой 60-110 мм в длину и 6-12 мм в ширину с черешком 8-17 мм в длину. Цветочные бутоны расположены группами от семи до пятнадцати в пазухах листьев на основном цветоносе длиной 5-15 мм, отдельные бутоны — на цветоножке длиной 2-5 мм. Цветочные почки имеют форму чашечки «яйцо в яйце» или веретенообразную форму, 5-7 мм в длину и 2,5-3,5 мм в ширину. Калиптра имеет длину 1,5-3 мм и равна ширине или уже чашечки цветка. Тычинки белые. Цветёт в мае, плоды имеют форму чаши или конуса с более узким концом к основанию, длиной 4-5 мм и шириной 5-6 мм.

## Таксономия
Вид Eucalyptus aequioperta был впервые официально описан в 1993 году Иэном Брукером и Стивеном Хоппером и описание было опубликовано в журнале Nuytsia. Типовой образец был собран Брукером недалеко от горы Уокер, к северу от Хайдена, в 1985 году. Согласно Брукеру и Хопперу, видовой эпитет — aequioperta — означает «равное прикрытие», но Фрэнсис Шарр отметил, что «точное значение неясно».
Eucalyptus aequioperta является частью подрода Symphyomyrtus, секции Dumaria, в подгруппе из девяти близкородственных видов, называемых сериями Ovulares. Представители этой серии с грубой корой включают E. aequioperta, E. baudiniana, E. brachycorys, E. myriadena and E. ovularis и с гладкой корой E. cyclostoma, E. cylindrocarpa, E. exigua and E. oraria.

## Распространение и местообитание
Эндемик Западной Австралии. растет в красном песке на песчаных холмах в биогеографических регионах Эйвон-Уитбелт, Кулгарди и Малле в Западной Австралии. Встречается в районе между Корригином на западе, Саутерн-Кросс и Кулгарди на востоке, хотя его распространение малоизвестно и ареал, возможно, простирается ещё дальше на восток.

## Охранный статус
E. aequioperta классифицируется Государственным департаментом парков и дикой природы Западной Австралии как «не угрожаемый». Международный союз охраны природы классифицирует природоохранный статус вида как «вымирающий».